# Cashflow 101
A Cashflow 101 egy üzleti oktató társasjáték, melyet a „Gazdag Papa, Szegény Papa” szerzője, Robert T. Kiyosaki talált ki és hozott létre. A játék célja az, hogy megtanítsa a játékosokat a befektetési lehetőségek működésére és működtetésére, miközben növelik a pénzügyi műveltségüket és kiemelten fejlesztik a szükséges elszámolási felelősséget. Az angol cash flow (ejtsd: kes flou) kifejezés jelentése 'pénzáramlás'.
Ahogy ezen a képen is látható, a játék a Monopoly táblás gazdálkodási játék családjába tartozik. A játékban a „pénzüket” kockázatmentes körülmények között dolgoztathatják a játékosok, miközben egy tanulási folyamat során, a valóságban is sikerrel használható gyakorlati ismeretekre tesznek szert.
A játéknak két szakasza van. Az első a mókuskerék („patkányverseny”). Itt a játékosok célja a passzív jövedelmük növelése arra a szintre, amikor az meghaladja a karakterét jellemző kiadásokat, s így az passzív jövedelemre tesz szert. Ha ez sikerül, a játékos átkerül a mókuskerékből a „gyorsító sávra”. A játék megnyeréséhez meg kell vásárolni a játékos által kiválasztott „álmot”, vagy össze kell gyűjteni további 50 000 dollár havi cashflow-t.
A játékosok pontgyűjtő kártyák helyett pénzügyi kimutatást vezetnek. A játékosnak vezetnie kell a saját karakterét jellemző pénzügyi könyvelést, így végig világosan láthatja, mi történik a költségvetésében. Általánosságban ez megmutatja, hogy az eszközök hogyan termelnek bevételt, és demonstrálja, hogy a források és a „kacatok” milyen kiadásokat hoznak létre.
Robert Kiyosaki két további Cashflow játékot is készített:
A gyermek változatot „Cashflow, gyermekeknek” nevezte el.
Gyakorlott Cashflow 101 játékosok számára elkészült a Cashflow 202 játék, mely a passzív jövedelem megteremtése és az ingatlanbefektetés mellett a tőzsdei kereskedésbe is bevezeti a szereplőket.
Magyarországon a Cashflow játékokat a Bagolyvár kiadó forgalmazza. A gyártást egy időben leállították, de a nagy sikerre való tekintettel a Cashflow 101 2011-től ismét kapható.
Napjainkban világszerte számtalan lelkes hívet szerzett magának a Cashflow 101 oktatójáték, és köréjük csoportosulva több száz aktív Cashflow 101 klub működik.